# Де Торнако, Шарль
Шарль де Торнако (фр. Baron Charles Victor Raymond André Evance de Tornaco; род. 7 июня 1927 — умер 18 сентября 1953 — бельгийский автогонщик. Принял участие в четырёх Гран-при, смог выйтина старт в двух из них, добившись лучшего результата как на старте (13-е место), так и на финише (7-е место) в первой же гонке — Гран-при Бельгии 1952 года. Так как в те времена очки начислялись только первой пятерке финишировавших, очков де Торнако не получил.
Сын барона де Торнако, участвовавшего в гонках в 20-е годы, впервые принял участие в соревнованиях по совету друга, самого являвшегося гонщиком Гран-при — Жака Сватерса. В 24 часах Ле-Мана 1949 года он участвовал за рулем BMW, а в 1950 году — за рулем Veritas.
Особого таланта у него не было, однако он финишировал пятым на Гран-при Шимэ 1952 года и третьим — в первом заезде Circuit de Cadours 1952 года, но в финальном заезде до финиша не добрался. Был сооснователем частной команды Ecurie Belgique, позднее сменившей имя на Ecurie Francorchamps, после появления в чемпионате мира почти все гонки провел в её составе.
В 1953 году выиграл утешительный заезд в Circuit de Cadours, а в основной гонке стал пятым. Осенью того же года, тренируясь перед Гран-при Модены, вылетел с трассы, его Феррари перевернулась, и он получил тяжёлые травмы головы и шеи. Нормального медицинского обеспечения на трассе не было, и он умер по дороге в больницу на заднем сиденье обычного дорожного автомобиля.

## Результаты выступлений в чемпионате мира среди гонщиков
| Легенда к таблице |                                                                    |
| --- | ------------------------------------------------------------------ |
| В таблице перечислены результаты всех Гран-при Формулы-1, в которых принимал участие гонщик. Строками таблицы являются сезоны, столбцами — этапы чемпионата мира. В каждой клетке указаны сокращённое название этапа и результат, дополнительно обозначенный цветом. Расшифровка обозначений и цветов представлена в нижеследующей таблице. |                                                                    |
| \| Пример \| Описание \| \| ------------ \| ------------------------------------------------------------------ \| \| 1 \| Победитель \| \| 2 \| Второе место \| \| 3 \| Третье место \| \| 5 \| Финишировал, заработав очки \| \| Сход \| Не финишировал, но при этом заработал очки \| \| 12 \| Финишировал, не получив очков \| \| НКЛ \| Финишировал, но не попал в финальную классификацию \| \| 15 \| Участвовал вне зачёта, либо по отдельной классификации \| \| 18 \| Не финишировал, но попал в финальную классификацию \| \| Сход \| Не финишировал \| \| НКВ \| Не прошёл квалификацию \| \| НПКВ \| Не прошёл предквалификацию \| \| ДСК \| Дисквалифицирован \| \| ИСК \| Исключён из протокола соревнований \| \| ТТ \| Заявлен для участия только в тренировках \| \| НС \| Участвовал в квалификации, но не стартовал в гонке \| \| Т \| Травмирован или болен \| \| ОТК \| Отказ от участия \| \| НТР \| Прибыл на соревнования, но на трассу не выезжал \| \| НПР \| Был заявлен в числе участников, но не прибыл к началу соревнований \| \| О \| Соревнования отменены \| \| \| Не участвовал \| \| Поул-позиция \| \| \| Быстрый круг \| \| |                                                                    |
| Пример | Описание                                                           |
| 1 | Победитель                                                         |
| 2 | Второе место                                                       |
| 3 | Третье место                                                       |
| 5 | Финишировал, заработав очки                                        |
| Сход | Не финишировал, но при этом заработал очки                         |
| 12 | Финишировал, не получив очков                                      |
| НКЛ | Финишировал, но не попал в финальную классификацию                 |
| 15 | Участвовал вне зачёта, либо по отдельной классификации             |
| 18 | Не финишировал, но попал в финальную классификацию                 |
| Сход | Не финишировал                                                     |
| НКВ | Не прошёл квалификацию                                             |
| НПКВ | Не прошёл предквалификацию                                         |
| ДСК | Дисквалифицирован                                                  |
| ИСК | Исключён из протокола соревнований                                 |
| ТТ | Заявлен для участия только в тренировках                           |
| НС | Участвовал в квалификации, но не стартовал в гонке                 |
| Т | Травмирован или болен                                              |
| ОТК | Отказ от участия                                                   |
| НТР | Прибыл на соревнования, но на трассу не выезжал                    |
| НПР | Был заявлен в числе участников, но не прибыл к началу соревнований |
| О | Соревнования отменены                                              |
| | Не участвовал                                                      |
| Поул-позиция |                                                                    |
| Быстрый круг |                                                                    |

| Сезон | Команда              | Шасси       | Двигатель          | Ш | 1   | 2   | 3     | 4      | 5   | 6   | 7        | 8       | 9   | Место | Очки |
| ----- | -------------------- | ----------- | ------------------ | - | --- | --- | ----- | ------ | --- | --- | -------- | ------- | --- | ----- | ---- |
| 1952  | Ecurie Francorchamps | Ferrari 500 | Ferrari 500 2,0 L4 | Е | ШВА | 500 | БЕЛ 7 | ФРА    | ВЕЛ | ГЕР | НИД Сход | ИТА НКВ |     | —     | 0    |
| 1953  | Ecurie Francorchamps | Ferrari 500 | Ferrari 500 2,0 L4 | Е | АРГ | 500 | НИД   | БЕЛ НС | ФРА | ВЕЛ | ГЕР      | ШВА     | ИТА | —     | 0    |